# Breynia vitis-idaea
Breynia vitis-idaea är en emblikaväxtart som först beskrevs av Nicolaas Laurens Nicolaus Laurent Burman, och fick sitt nu gällande namn av Cecil Ernest Claude Fischer. Breynia vitis-idaea ingår i släktet Breynia och familjen emblikaväxter. Inga underarter finns listade i Catalogue of Life.

## Bildgalleri

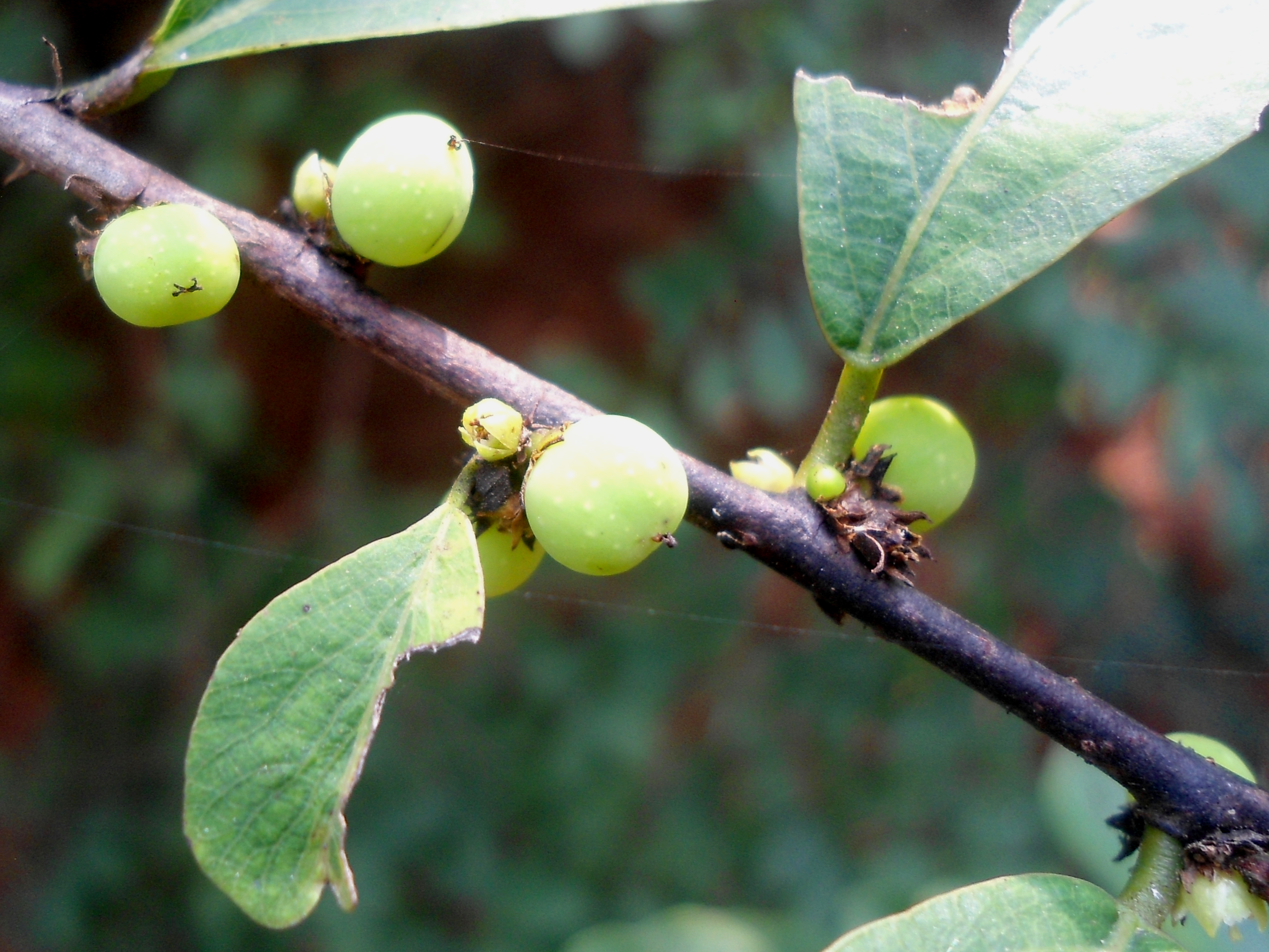
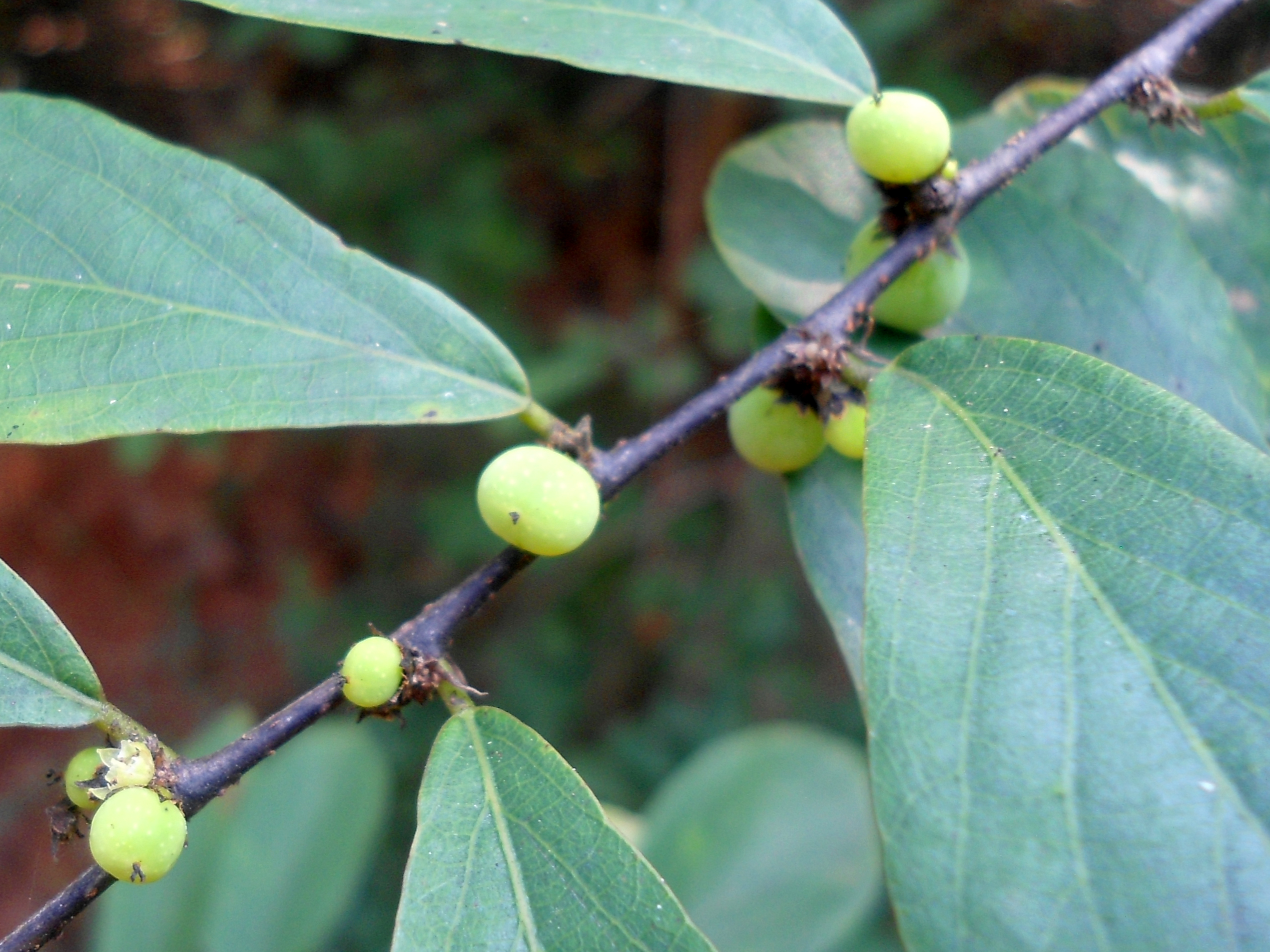
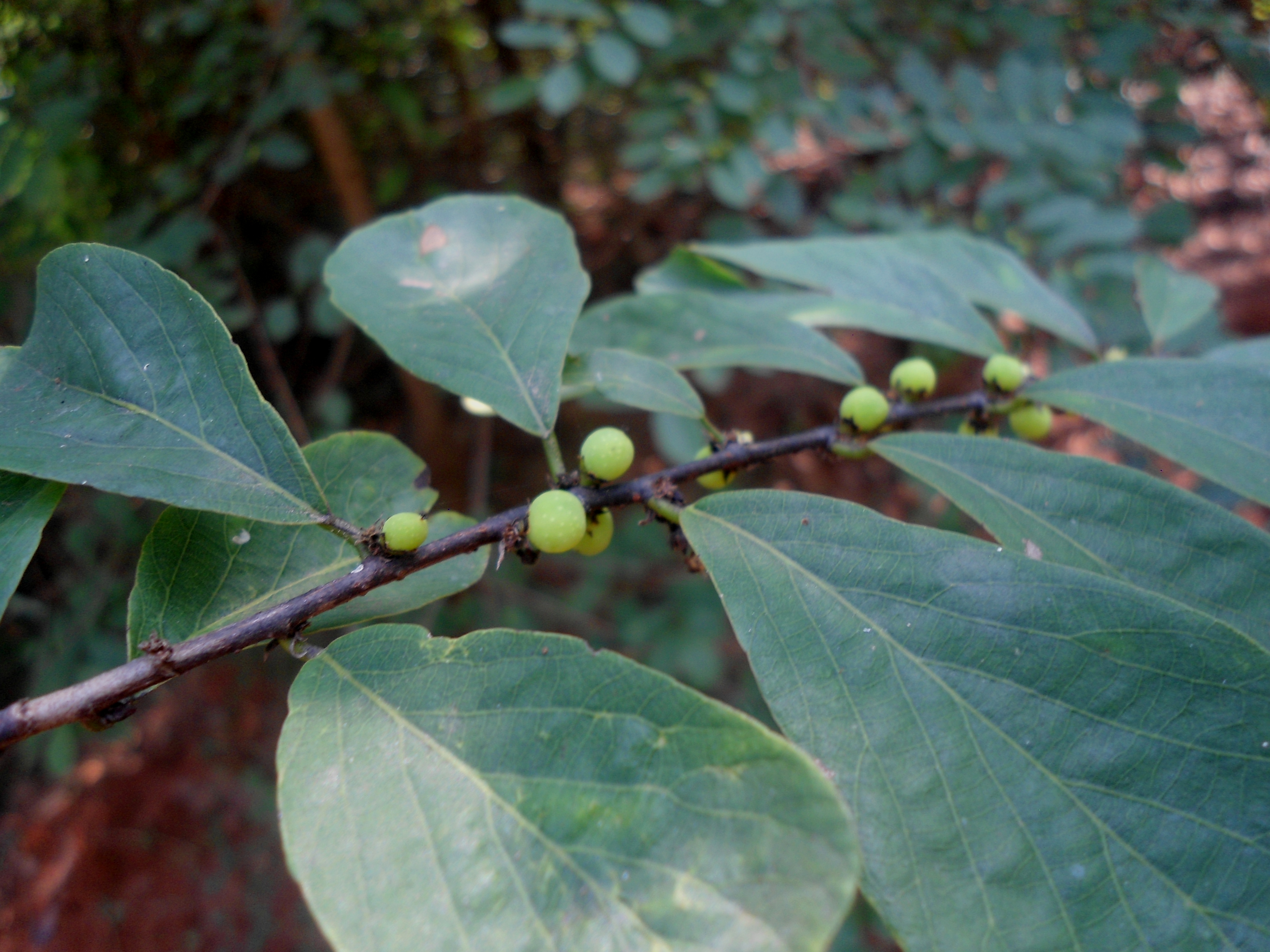
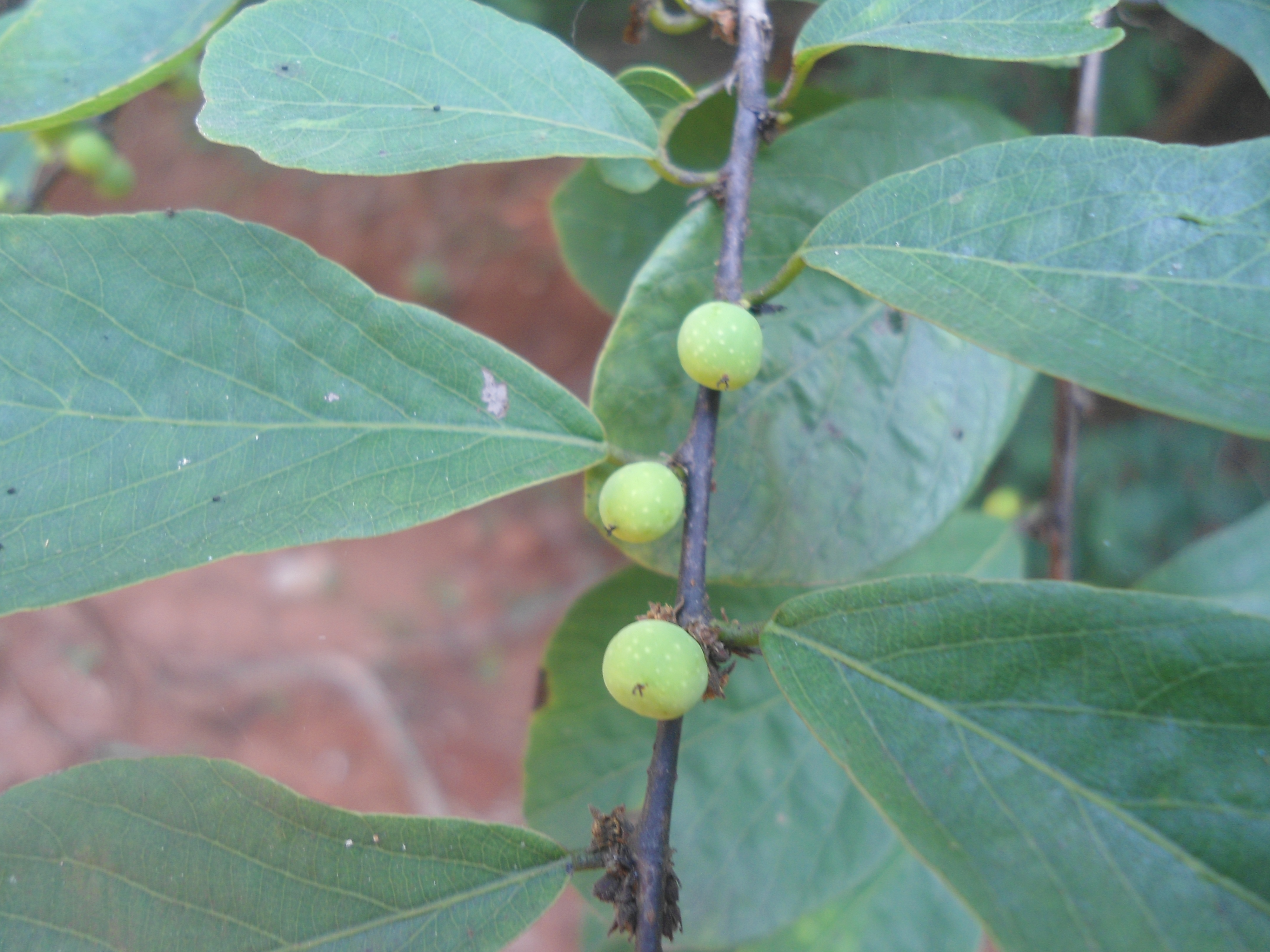
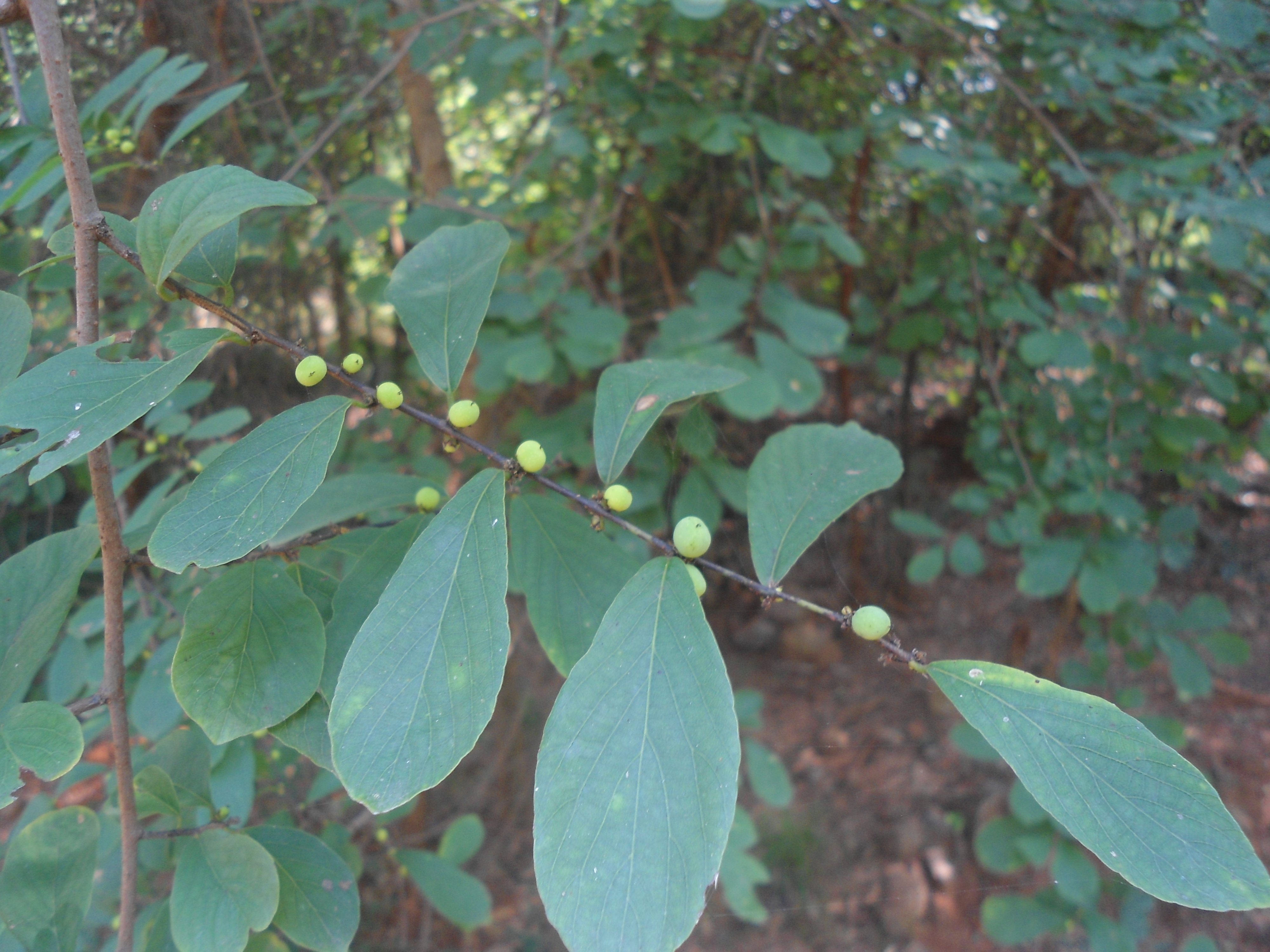
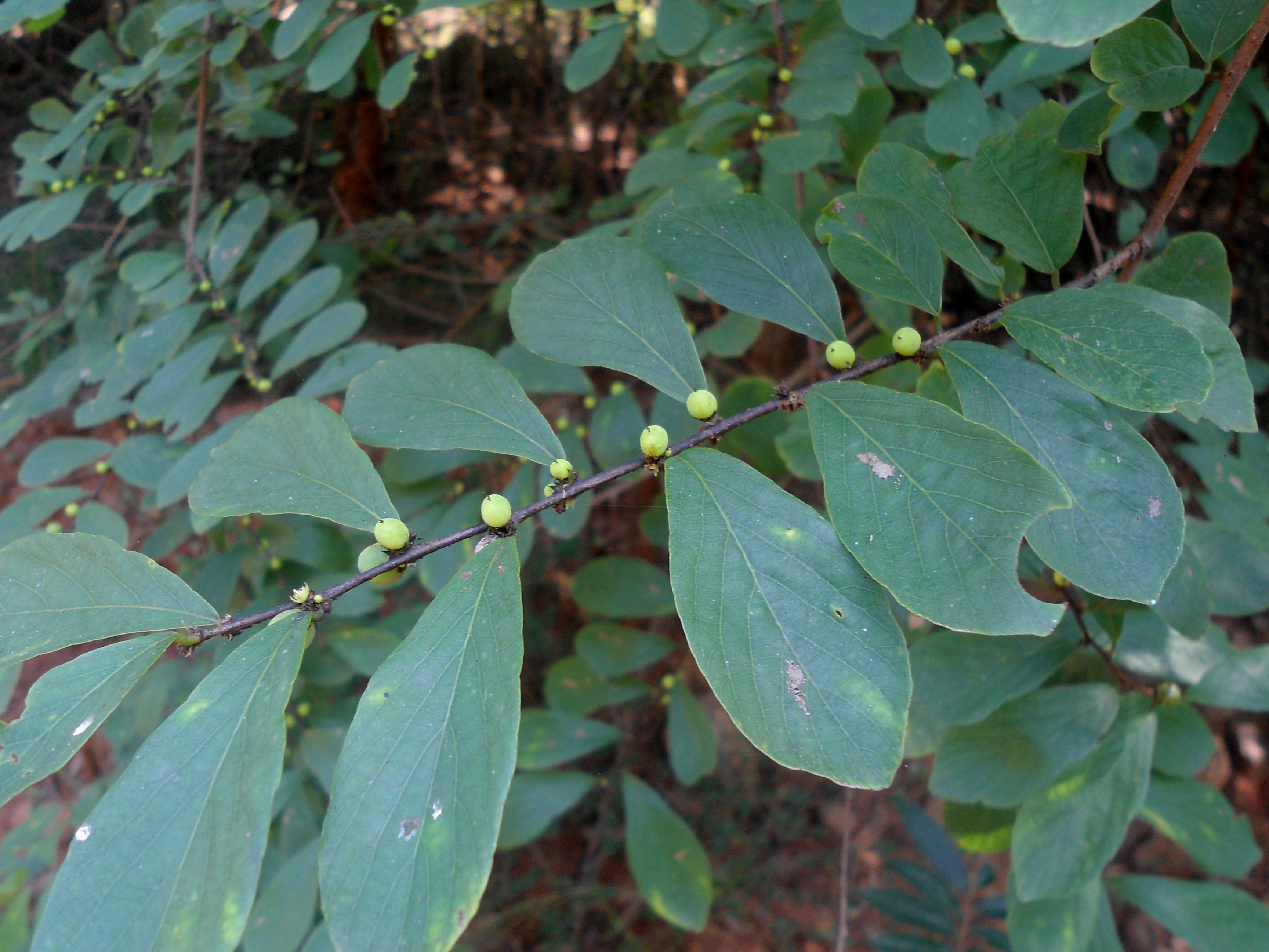